# 松平義勇
松平 義勇（まつだいら よしたけ）は、江戸時代後期の大名。美濃国高須藩13代藩主、のち藩知事。位階は従五位。

## 生涯
10代藩主・松平義建の隠居後に十男として誕生した。母は千代（小森氏）。
12代藩主の義端は義勇の甥に当たるが1歳だけ年上であり、11代藩主で義端の父、義勇の五兄の義比が安政5年（1858年）に徳川茂徳と改名して宗家の尾張徳川家を継いだ際、代わって生後2か月で高須藩主を継いでいた。茂徳の前に尾張家を継いでいた次兄の徳川慶恕（慶勝）が、安政の大獄で隠居となったことにともなう交替であった。義端は万延元年（1860年）に夭逝したため、義勇が数え2歳でその跡を継いだ。
明治2年（1869年）の版籍奉還で知藩事となるが、同年7月27日に病を理由として家督を養嗣子（年齢は義勇より4歳上）の義生に譲って数え11歳で隠居した。
明治24年（1891年）、満31歳で死去した。

## 系譜
父母
- 松平義建（父）
- 千代（小森氏） - 側室（母）

養子
- 松平義生 - 小出英教の次男